# 空飛ぶスパゲッティ・モンスター教

スパゲッティ・モンスター教のシンボルマーク（イクトゥスのパロディ。中に「FSM」の文字を入れて表記されることが多い。）

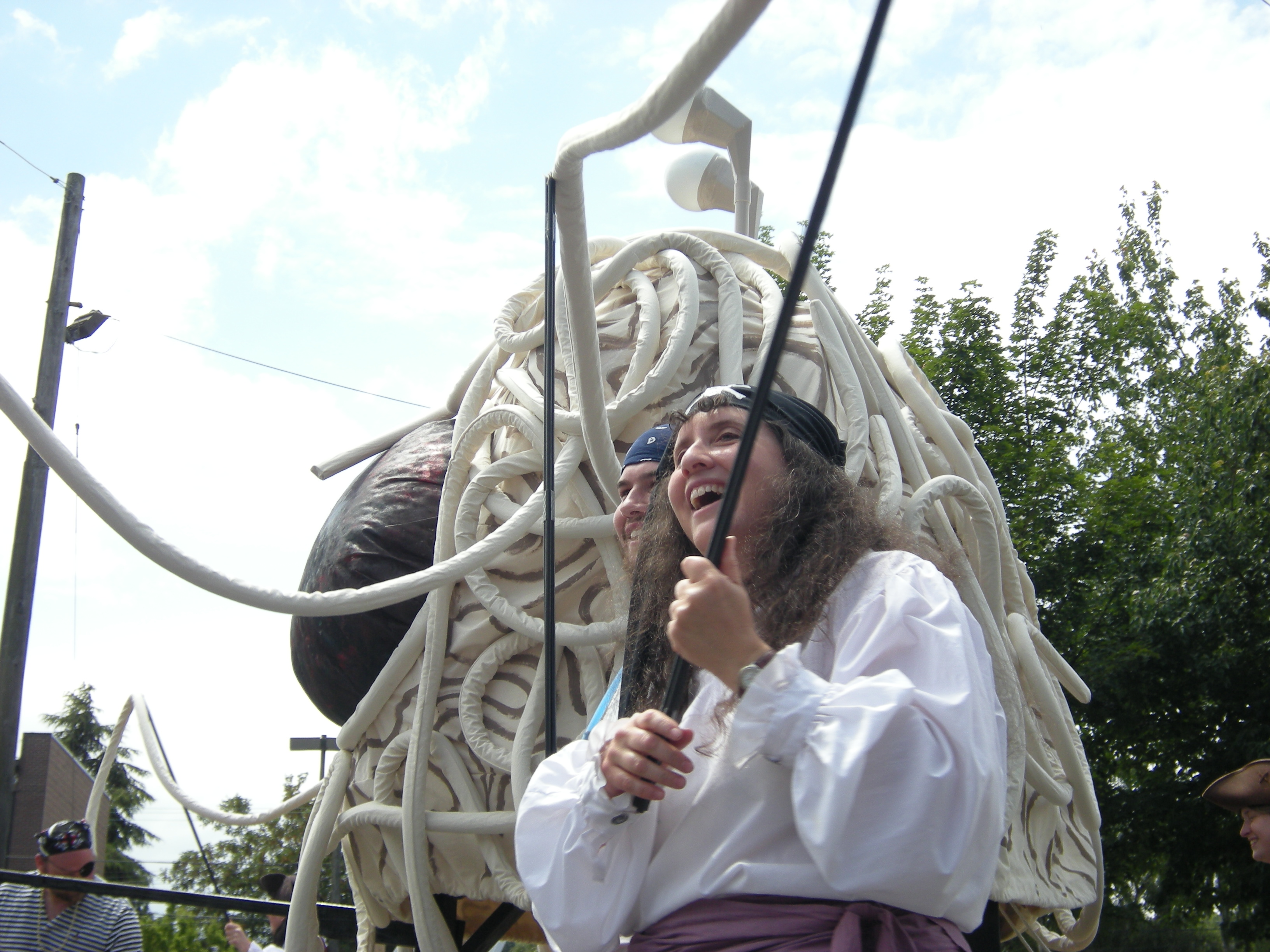
ワシントンの夏至祭で空飛ぶスパゲッティ・モンスター像と共にパレードする人々

空飛ぶスパゲッティ・モンスター教（そらとぶスパゲッティ・モンスターきょう、英語: Flying Spaghetti Monster, Church of the Flying Spaghetti Monster, Pastafarianism）は、ボビー・ヘンダーソンが、「インテリジェント・デザイン説（ID説）」を公教育に持ち込むことを諷刺し批判するために創始したパロディ宗教ないし新宗教である。
信者はパスタファリアン（Pastafarian）と呼ばれる。略称としては日本語では「スパモン教」、その信者は「スパモン教徒」、英語圏では「FSM」となる。

## 概要

### 成立までの経緯
2005年にカンザス州教育委員会では、公教育において進化論と同様にインテリジェント・デザイン説（ID説）の立場も教えなければいけないという決議が評決されることになっていた。前年の教育委員の改選で委員6人中4人を保守派が占めており、可決は確実と見られていた。これに抗議するために、2005年6月、アメリカ合衆国のオレゴン州立大学物理学科卒業生のボビー・ヘンダーソンは公開質問状を提出した。ヘンダーソンは自分のサイト "venganza.org" （スペイン語で復讐の意）において創造主である空飛ぶスパゲッティ・モンスターの概略を示して、明らかな証拠や、それに基づいて進化を説明できる十分な論理性・整合性があると論じ、創造論の一部として「空飛ぶスパゲッティ・モンスター」を進化論やID説と同様に公立高校で教えることを公開質問状において提案した。
| 「 | 私は国中の、そしていつかは世界中の科学の時間にこの3つの理論がどれも等しく教えられるのを楽しみにできると思います。3分の1はインテリジェントデザインのため、3分の1はスパゲッティモンスター教のため、3分の1は圧倒的な量の観察可能な証拠に基づく論理的推論のため。 | 」 |

そしてもしこれが受け入れられないようなら法的手段をとると教育委員会に警告した。
その後、空飛ぶスパゲッティ・モンスターはインターネットミームとなり、ブログ（特に人気ブログ Boing Boing）などを中心に世界に広まった。カンザス州教育委員会にもインテリジェント・デザイン説を教える事に反対する人々がおり、ヘンダーソンはそのうち三人から空飛ぶスパゲッティ・モンスターに対する好意的な返事を受け取った。また、別の一人からは「神のまがい物を作るとは深刻な侮辱である」との返事があった。
その後の2005年11月、カンザス州教育委員会は多数決の結果、進化論は「単なる理論」であり、インテリジェント・デザイン説を同時に教える事などを定めた科学教育基準を採決し、インテリジェント・デザイン説派が勝利を収めるかたちとなった。しかし2006年の改選では、それを決定した委員は全員落選し、新たな委員会は元の基準を再び採用することを決めた。2007年2月には決議で改めて2005年の基準改定が拒否された。

### 信仰の広がり
日本を含む146国に「支部」が存在する。
2014年6月、オーストリアの宗教当局は、スパモン教がキリスト教ではないことから、正式な宗教として認めない判断を行った。一方、翌2015年、ニュージーランドで宗教として認可される。翌年4月には、同国で公的に認められた結婚式として、世界初の「パスタ婚」が執り行われた。オランダでも宗教団体としての登録申請がなされ、2016年1月26日に認可された。
アジアでは、2017年9月21日に中華民国（台湾）が宗教団体としてスパモン教を正式に認可したことが報道された。
また、信者はパスタの湯切りに使うザルを頭にかぶるという「流儀」もあり、アメリカでは運転免許証の顔写真にザルをかぶった写真を使用することが「宗教上の理由によるもの」として認められた例もある。
ドイツには世界で唯一の教会が存在し、同教会が所在する町の入り口に看板を掲示する許可を求めて裁判を起こしたが、宗教団体として認められなかった（2017年8月）。裁判所は「原告は宗教団体としても、常識的な世界観を持つ集団としても認められない」としている。なお、同教会が掲示を求めた地には、キリスト教系の教会の看板の設置が認められている。

### 主張
スパゲッティ・モンスター教団は自らの「宗教」をラスタファリアニズムならぬパスタファリアニズムとも呼ぶ。
インテリジェント・デザイン説の信奉者は「平等のため、進化論のみならずインテリジェント・デザイン説も学校で教えるべきだ」と主張する。空飛ぶスパゲッティ・モンスター教団はこの点を皮肉って、「平等のため、スパゲッティ・モンスターが人類を作ったという説も学校教育で教えるべきだ」と主張している。
インテリジェント・デザイン説の信奉者は「何らかの知性」が「キリスト教の神」であると明言しない。空飛ぶスパゲッティ・モンスター教団はこの点も皮肉っていて、「何らかの知性とはスパゲッティ・モンスターであり、ブッシュ大統領を始めとしたID説の信奉者は我等がスパゲッティ・モンスター教を学校教育に採り入れるために戦ってくれている」と主張している。
創造科学者ケント・ホヴィンドは、進化論の正当性を証明できたものに25万ドルを支払うという約束をした（科学者達は、この検証が不公平なものであると主張している）。これを受け、2005年8月、Boing Boing は、イエスがスパゲッティ・モンスターの息子ではないという実験的証拠を見つけた者に25万ドルを払うと約束した（ただし、イエスはスパゲッティ・モンスター教団で崇拝されているわけではない）。後に懸賞金は「インテリジェントにデザインされた通貨100万ドル分」に値上げされた。

## 主な教義
- 宇宙は空飛ぶスパゲッティ・モンスターによって創造された。これは空飛ぶスパゲッティ・モンスターが大酒を飲んだ後のことであった。
- 最初に創造したものは、山、木々、小人一人だった。
- すべての証拠が、進化はスパゲッティ・モンスターの ヌードル触手によって推進されたことを示している。
  - 古代の人の身長が低いのはスパゲッティ・モンスターの触手によって頭を押さえられていたからであり、現代人の背が高いのは人口増加によりスパゲッティ・モンスターの触手の数が足りなくなったからである。
- ボビー・ヘンダーソンがこの宗教の「預言者」である。
- 信者は海賊の衣装を着る。スパゲッティ・モンスター教の教義では海賊は「（スパゲッティ・モンスターに）選ばれし民」で「人類の祖先」であり、教義の中で重要な位置を占めている。
  - 男性の乳首は痕跡器官ではなく、海賊が気温や風向きを測る簡易気象台の役割に必要だったから存在する。
  - 地球温暖化、大地震、ハリケーンや他の自然災害の増加は1800年代に始まる海賊の数の減少の直接的な結果である（交絡を参照）。
- 彼らが信仰する偉大なるスパゲッティ・モンスターと同様、スパモン教徒は家族倫理を共有している。
- 宗教上の祭日は毎週金曜日である。
- 天国にはストリッパー工場とビール火山が約束されている。また、女性やゲイの信者のための男性ストリッパーも存在している。
  - 地獄はビールの炭酸が抜けていてストリッパーが性病持ちであるという点以外天国と同じである。この地獄はラスベガスと同じであるとボビー・ヘンダーソンは述べている。
- 祈るとき、「アーメン」の代わりに「ラーメン」と言う。
  - ヌードルはスパゲッティ・モンスターの触手を象徴する聖なる食物である。
- 学校教育では進化論のみならずスパゲッティ・モンスター創造説も教えるべきだ。
  - ブッシュ大統領をはじめとする「進化論以外の創造説も学校教育で教えるべきだ」と主張する人々は我々の代弁者だ。
- あらゆるドグマは拒絶する。
  - 創造主であるスパゲッティ・モンスターが実は存在しないという明確な科学的証拠さえ提示されるのであれば、スパゲッティ・モンスターが実際には存在せずスパゲッティ・モンスター教の教えが誤っているということさえも否定しない。
- 教祖や教団にお布施をする代わりに、そのお金は「貧困をなくす」、「病気を治す」、「平和に生きて、燃えるように愛して、電話の通話料を下げる」ことに使う。
- 信者は「善なるもの全てを支持し、善ならざるもの全てに反対」する。

## 福音書
- Henderson, Bobby (2006年). The Gospel of the Flying Spaghetti Monster. Villard Books. ISBN 0-8129-7656-8.
- ボビー・ヘンダーソン（著）『反★進化論講座　空飛ぶスパゲッティ・モンスターの福音書』片岡夏実（訳）、築地書館、2006年12月。ISBN 4-8067-1340-6。（上述書の日本語訳版）

## 関連作品
- 『I, Pastafari』-スパモン教徒を取材したドキュメンタリー映画。アマゾンプライムで『私はパスタファリアン： 空飛ぶスパゲッティ・モンスター教のお話』という邦題で日本語字幕付きが配信されている。
- FSM研究会『空飛ぶスパゲッティ・モンスター教ガイドブック』自由国民社、2023年3月。ISBN 978-4-426-12867-8